# Enrico Scrovegni
Pour les articles homonymes, voir Scrovegni.
Enrico Scrovegni membre de la famille du même nom est un banquier et prêteur qui a vécu à Padoue dans la seconde moitié du XIIIe siècle et est mort à Venise en 1336, à l'époque du peintre Giotto et du poète et écrivain Dante.
Mécène, il est connu comme le commanditaire de Giotto, demandant au grand peintre de réaliser des fresques dans l'église de l'Arena de Padoue c.1303-5, connue usuellement sous l'appellation chapelle des Scrovegni.

## Biographie
Enrico Scrovegni, fils de Reginaldo Scrovegni (ou Rainaldo, ou Rinaldo Degli Scrovegni selon les ouvrages) et de Capellina Malacapelli, a été marié deux fois, d'abord avec la sœur d'Ubertino da Carrara, puis à Jaco Pina (Giacomina) d'Este, fille de Francesco d'Este, marquis de Ferrare.
Il poursuit la politique monétaire initiée par son père — placé par Dante Alighieri dans le septième cercle de l'Enfer de la Divine Comédie à cause de ses gains notoirement mal acquis — et l'utilise afin d'assurer son ascension politique. Étant lui-même un prêteur à grande échelle, la tradition veut qu'il ait fait construire la chapelle des Scrovegni et embauché Giotto pour expier ses propres péchés d'usure ainsi que ceux de son père. Ce qui peut infirmer cette idée aujourd'hui controversée est que la somptueuse chapelle était destinée à son usage personnel et reliée au grand palais attenant qu'il s'était fait construire. Cette construction lui a permis de renforcer ses liens d'amitié avec l'Église et de consolider ses liens avec la noblesse et lui permettra ses deux mariages.

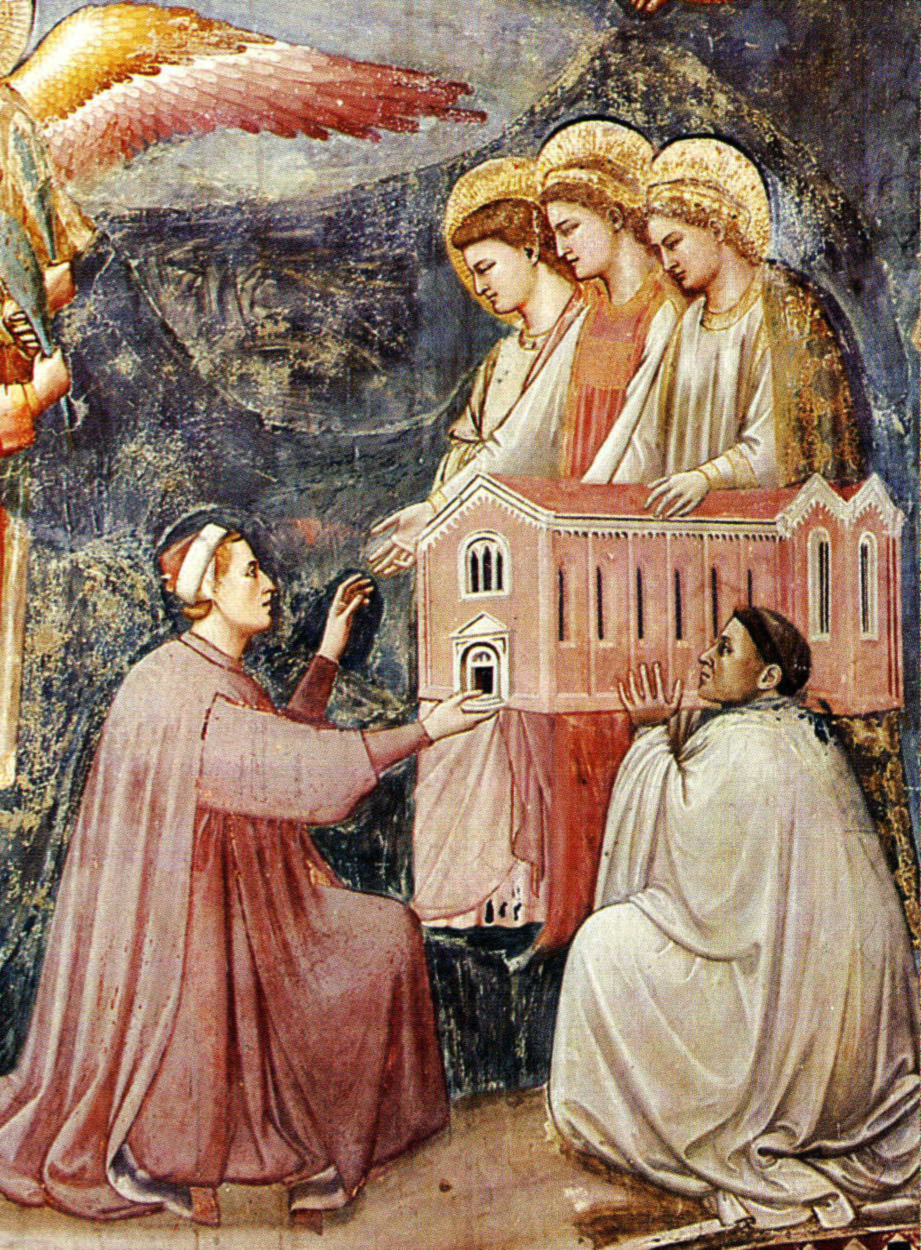
Giotto, chapelle des Scrovegni (fresque - 1302)
Enrico Scrovegni offre aux anges une reproduction de la chapelle des Scrovegni

À Padoue, le mécène avait auparavant fait construire le couvent Sant'Orsola (Sainte Ursule) dans le quartier de San Gregorio, à Padoue, en 1294.
En 1320, fuyant les guerres et les troubles qui sévissent à Padoue et pour marquer son désaccord avec Jacopo de Carrara à l'encontre de Cangrande della Scala, Enrico Scrovegin  s'installe avec sa famille et Rafaino Caresini à Venise. En 1328, il retourne à Padoue pour une courte période avant d'être officiellement banni de cette ville la même année. Marsilio da Carrara le fait revenir dans la ville de la lagune, où il a commence une nouvelle organisation du prêt. Il meurt à Venise en 1336.

## Source de la traduction
- (en) Cet article est partiellement ou en totalité issu de l’article de Wikipédia en anglais intitulé « Enrico degli Scrovegni » (voir la liste des auteurs).